# Золоті черевички
«Золоті́ череви́чки» (рос. «Золотые туфельки») — український радянський двосерійний дитячий телефільм, знятий у 1981 році на Одеській кіностудії режисером Валентином Козачковим за мотивами повістей Івана Василенка «Золоті черевички» і «Зачарований спектакль».
Є продовженням фільму «Чарівне коло».

## Сюжет
Головні герої фільму — Артем Загоруйко та його друзі Ляся, негр Пепс і Костя, знайомі глядачеві за фільмом «Чарівне коло», але вже подорослішали, потрапляють у круговерть громадянської війни.

## Актори і ролі
- Вадим Кузнецов — Артем Загоруйко.
- Людмила Кондратюк — Ляся (озвучення — Наталія Ричагова).
- Федір Гаврилов — Костя.
- Олег Корчиков — білий Клоун.
- Віктор Михайлов — Матвій Труба.
- Валентина Хмель — Тетяна.
- Олександр Ігнатуша — Іван.
- Каліфа Конде — Пепс.
- Василь Руснак — Василько, чоботар.
- Станіслав Садальський — Потяжкін, білогвардійський офіцер.
- Віктор Маляревич — командир партизанського загону.
- Геннадій Пачис — начальник контррозвідки.
- Олександр Стригальов — Іванко.